# Крег са потока
Крег са потока (енгл. Craig of the Creek) америчка је анимирана телевизијска серија твораца Мета Бернета и Бена Левина за Cartoon Network. Пилот епизода емисија дебитовала је 1. децембра 2017. године директно преко званичне апликације. Премијера серије била је 19. фебруара 2018. онлајн, са двоструком премијером која се приказивала 30. марта 2018. године.
Премијера серије била је 9. јула 2021. године у Србији на HBO Go-у, синхронизована на српски.

## Радња
Узмите свој мач од тоалет-папира и пратите најбоље другаре Крега, Џеј-Пија и Келси док истражују поток у свом крају—безгранични свет којим управљају клинци, пун живописних ликова који сваког дана имају нове, маштовите авантуре.

## Улоге
| Улога  | Оригинални глас             | Српски глас              |
| ------ | --------------------------- | ------------------------ |
| Крег   | Филип Соломон               | Никола Тодоровић         |
| Џеј-Пи | Х. Мајкл Кронер             | Раде Ћосић               |
| Келси  | Џорџи Кидер Ноел Велс       | Андријана Оливерић       |
| Џесика | Дарма Браун Луција Канингам | Јана Пауновић            |
| Тод    | Х. Мајкл Кронер             | Снежана Јеремић Нешковић |
| Дејвид | Дејвид Комбс                | Вук Гајић                |

## Српска верзија
- Редитељ: Александар Сребрић

- Превод са енглеског: Маја Лилић

Серију је синхронизовао студио Sinker Media.